# Cloudflare
Cloudflare é uma empresa americana que fornece uma rede de distribuição de conteúdo, segurança cibernética em nuvem, mitigação de DDoS, serviços de rede de área ampla, proxies reversos, serviço de nome de domínio e serviços de registro de domínio credenciados pela ICANN. De acordo com a W3Techs, a Cloudflare é usada por mais de 19% da Internet para seus serviços de segurança na web.
A Cloudflare tem sede em São Francisco, na Califórnia, com escritórios em Londres, Singapura, Champaign, Austin, Boston e Washington, D.C.

## História
A Cloudflare foi criada em 2009 por Matthew Prince, Lee Holloway e Michelle Zatlyn, que haviam trabalhado anteriormente na Project Honey Pot. A Cloudflare foi lançada na conferência TechCrunch Disrupt em setembro de 2010. Ela recebeu atenção da mídia em junho de 2011, depois de oferecer segurança para o site da LulzSec. Em junho de 2012, a Cloudflare se juntou a vários hosts da Web, como HostPapa, para implementar a tecnologia Railgun. Em fevereiro de 2014, a Cloudflare mitigou o maior ataque DDoS registrado até então, que atingiu o auge de 400 Gbit/s contra um cliente confidencial. Em novembro de 2014, a Cloudflare relatou outro ataque DDoS massivo, com sites de mídia independentes sendo alvejados a 500 Gbit/s.

## Rodadas de financiamento
Em novembro de 2009, a Cloudflare arrecadou US$ 2,1 milhões em uma rodada Série A da Pelion Venture Partners e Venrock. Em julho de 2011, a Cloudflare arrecadou US$ 20 milhões em uma rodada Série B da New Enterprise Associates, Pelion Venture Partners, Venrock. Em dezembro de 2012, a Cloudflare arrecadou US$ 50 milhões em uma rodada Série C da New Enterprise Associates, Pelion Venture Partners, Venrock, Union Square Ventures e Greenspring Associates. Em dezembro de 2014, a Cloudflare arrecadou US$ 110 milhões em uma rodada Série D liderada pela Fidelity Investments, com participação da Google Capital, Microsoft, Qualcomm e Baidu.

## Aquisições
Em junho de 2014, a Cloudflare adquiriu a CryptoSeal, fundada por Ryan Lackey, em um acordo que afirma que os serviços de segurança de usuários da Web serão estendidos. Em fevereiro de 2014, a empresa adquiriu a StopTheHacker, que oferece detecção de malware, remoção automática de malware e monitoramento de blacklist e reputação. Em dezembro de 2016, a Cloudflare adquiriu a Eager, com o objetivo de atualizar a plataforma de aplicativos da Cloudflare para permitir a opção de arrastar e soltar instalações de aplicativos de terceiros em sites compatíveis com a Cloudflare.

## Serviços

### Proteção DDoS
A Cloudflare oferece a todos os clientes a configuração “I’m Under Attack Mode”. A Cloudflare afirma que isso pode mitigar ataques avançados de Camada 7 apresentando um desafio computacional do JavaScript, que deve ser completado antes de o usuário poder acessar o site.
A Cloudflare defendeu a SpamHaus de um ataque DDoS que excedeu 300 Gbit/s. O arquiteto-chefe da Akamai declarou que foi “o maior ataque DDoS publicamente divulgado na história da Internet”. A Cloudflare também teria absorvido ataques que atingiram um auge de 400 Gbit/s de um ataque de Reflexão NTP.

### Firewall para aplicativos Web
A Cloudflare permite que clientes de planos pagos usem um serviço de firewall para aplicativos Web, por padrão. O firewall segue o conjunto de regras “OWASP ModSecurity Core Rule Set”, além de um conjunto de regras da Cloudflare e outros de aplicativos Web conhecidos.

### Servidor de nome de domínio
A Cloudflare oferece servidor de nomes de domínio (DNS) gratuito para todos os clientes que são fornecidos por uma rede anycast. De acordo com a W3Cook, o serviço DNS da Cloudflare fornece atualmente mais de 35% dos domínios DNS gerenciados. A SolveDNS observou que a Cloudflare tem consistentemente uma das velocidades de pesquisa de DNS mais rápidas do mundo, com velocidade de pesquisa relatada de 8,66 m/s em abril de 2016.

### Proxy reverso
Uma das funções essenciais da Cloudflare é agir como um proxy reverso para o tráfego da Web. A empresa oferece suporte para novos protocolos da Web, como SPDY e HTTP/2. Além disso, ela também oferece suporte para o push de servidor HTTP/2 e o proxy de Websockets.

### Rede de distribuição de conteúdo
A rede da Cloudflare tem o maior número de conexões a pontos de troca da Internet em relação a todas as redes do mundo. A empresa armazena o conteúdo em cache nos locais de borda para agir como CDN (rede de distribuição de conteúdo). Todas as solicitações são transformadas com proxies reversos pela Cloudflare, com conteúdo em cache distribuído diretamente da Cloudflare.

## Valores
A Cloudflare afirmou apoio aos valores de liberdade de expressão, com o CEO, Matthew Prince, declarando: “Um dos maiores pontos fortes dos EUA é a convicção de que os valores e os discursos, sobretudo o discurso político, são sagrados. Um site, evidentemente, não passa de um discurso... Não é uma bomba. Ele não gera perigo iminente, e nenhum provedor tem a obrigação de monitorar e tomar decisões sobre a natureza teoricamente perigosa que o discurso de um site pode conter.” A Cloudflare publica um Relatório de Transparência semestral para mostrar a frequência com que órgãos públicos de aplicação da lei solicitam dados dos clientes.

## Clientes
A Cloudflare oferece serviços de DNS para seis milhões de sites, entre eles, Uber, OKCupid e Fitbit.

## Prêmios e reconhecimento
- A empresa recebeu o prêmio “Best Enterprise Startup” (Melhor empresa startup) pela TechCrunch no oitavo evento “Annual Crunchies Awards” em fevereiro de 2015.
- A empresa foi indicada “Most Innovative Network & Internet Technology Company” (Empresa de tecnologia de Internet e rede mais inovadora) por dois anos consecutivos pelo Wall Street Journal.
- A Cloudflare foi reconhecida como “Technology Pioneer” (Pioneira tecnológica) pelo World Economic Forum em 2012.
- A empresa foi classificada entre as dez empresas mais inovadoras pela Fast Company.
- Em 2016, a Cloudflare ficou na 11ª posição na lista Forbes Cloud 100.[20]